# Micropodabrus eburneus
Micropodabrus eburneus is een keversoort uit de familie soldaatjes (Cantharidae). De wetenschappelijke naam van de soort werd in 1902 gepubliceerd door Jules Bourgeois.